# Boca Grande el Espino
Boca Grande el Espino es una localidad del municipio de Centro ubicado en la subregión centro del estado mexicano de Tabasco.

## Geografía
La localidad de Boca Grande el Espino se sitúa en las coordenadas geográficas 18°18′08″N 92°52′00″O / 18.302222, -92.866667, a una elevación de -1 metro sobre el nivel del mar.

## Demografía
Según el Conteo de Población y Vivienda 2020, efectuado por el Instituto Nacional de Estadística y Geografía, la localidad de Boca Grande el Espino tiene 34 habitantes, de los cuales 19 son del sexo masculino y 15 del sexo femenino. Su tasa de fecundidad es de 1.82 hijos por mujer y tiene 15 viviendas particulares habitadas.
| Gráfica de evolución demográfica de Boca Grande el Espino entre 1990 y 2020 |
|                                                                             |
| INEGI.                                                                      |